# Міґель Кардона
Міґель Анхель Кардона (нар. 11 липня 1975, Меріден, Коннектикут, США) — американський педагог, Уповноважений з питань освіти штату Коннектикут з 2019 року. Президент Джо Байден висунув кандидатуру Кардона на посаду міністра освіти США в уряді. Був підтверджений Сенатом на голосуванні в співвідношенні 64–33 1 березня 2021.
Уродженець міста Меріден, Коннектикут, Кардона почав свою кар'єру вчителем четвертого класу початкової школи. 2003 року, у 27-річному віці, був призначений директором Ганноверської школи, також у місті Меріден. Так він став наймолодшим директором школи в США.

## Походження та навчання
Міґель Кардона народився 11 липня 1975 року в місті Меріден, штат Коннектикут. Його батьки народилися в Пуерто-Рико. Кардона ріс в іспаномовній родині. Його першою мовою була іспанська, тому він мав конфлікт з батьками через бажання вивчати англійську мову для вступу до дитячого садка. Закінчив Університет центрального Конектикуту, де входив до складу автомобільної програмою досліджень. Кардона здобув ступінь бакалавра наук у галузі освіти, навчаючись в Університеті центрального Коннектикуту 1997 року. Ступінь магістра наук здобув у галузі двомовної та міжкультурної освіти в Університеті Коннектикуту 2001 року. 2004 року він завершив навчання в Університеті Коннектикуту, а ступінь доктора освіти здобув 2011 року.. У своїй дисертаційній роботі «Підвищення спрямованості політичної волі для вирішення досягнення нерівності» Міґель Кардона вивчав прогалини у вивченні англійської мови школярами. Головним радником докторської дисертації був Баррі Дж. Шеклі, а його помічником-радником Кейсі Д. Кобб.

## Кар'єра
Кардона почав свою кар'єру учителем четвертого класу початкової школи в Мерідені, штат Коннектикут. 2003 року був призначений директором Ганноверської школи. Був наймолодшим керівником школи в історії США протягом десяти років. З 2015 до 2019 року Кардона працював помічником керівника освітнього відомства в своєму рідному місті. Кардона був також працював ад'юнкт-професором освіти в Університеті Коннектикуту Департаменту освіти. За час своєї діяльності, він зосередився на покращенні прогалин у вивченні англійською мовою учнів та їхніх однолітків.
У серпні 2019 рок губернатор Нед Ламонт призначив Кардона Уповноваженим з питань освіти на рівні штату Конектикут. Він став першим латиноамериканцем, що обійняв цю посаду.

### Номінація на міністра освіти
У грудні 2020 року кандидатуру Кардона номіновано на посаду міністра освіта США в уряді Джо Байдена.
Пізніше Байден ще раз заявив про намір висунути Кардона на посаду міністра освіти.
1 березня 2021 був підтверджений Сенатом на голосуванні в співвідношенні 64–33.
Кардона став відомим Байдену ще за президентства Барака Обами 2008 року. Він з Ліндою Дарлінг-Гаммонд працювали разом над кількома проєктами. Політико зазначив, що «іспаномовна група законодавців наголосила, зокрема, про необхідність їхнього приєднання до адміністрації».

## Особисте життя
2002 року Міґель Кардона одружився з Маріссою Перес, з якими вони знайомі ще зі школи. За рік до цього здобула титул Міс Коннектикут (2001). У родині народилось двоє дітей.